# Tazzjana Scheutschyk
Tazzjana Scheutschyk (belarussisch Таццяна Шэўчык, engl. Transkription Tatsiana Sheuchyk, auch russisch Татьяна Шевчик – Tatjana Schewtschik – Tatyana Shevchik; * 11. Juni 1969) ist eine ehemalige belarussische Hochspringerin.
Für das Vereinte Team startend kam sie bei den Olympischen Spielen 1992 in Barcelona auf den 16. Platz. Im Jahr darauf schied sie als Repräsentantin von Belarus bei den Leichtathletik-Weltmeisterschaften in Stuttgart in der Qualifikation aus.
1994 wurde sie Vierte bei den Halleneuropameisterschaften in Paris, 1995 Sechste bei den Hallenweltmeisterschaften in Barcelona und Fünfte bei den Weltmeisterschaften in Göteborg.
Bei den Weltmeisterschaften 1999 in Sevilla und bei den Olympischen Spielen 2000 in Sydney kam sie nicht über die Vorrunde hinaus.

## Persönliche Bestleistungen
- Hochsprung: 2,00 m, 14. Mai 1993, Homel (belarussischer Rekord)
  - Halle: 1,98 m, 7. Februar 1993, Stuttgart (belarussischer Rekord)